# Fabio McNamara
Fabio de Miguel, més conegut com a Fabio Mcnamara, és un artista que ha fet cinema, pintura i música. Nascut a Madrid el 8 de gener de 1957.

## Discografia
- Mcnamara "A Tutti Plein"
- Mcnamara "Rockstation". La formació del grup estava formada per Fabio Mcnamara (lletres i veu), Luis Miguélez (guitarra) i Juan Tormento (teclats i programacions)
- La seva darrera obra musical és el disc Sarassas Music "Mariclones"

L'últim concert que ha fet va ser a Madrid el 31 de gener de 2007 amb motiu del 25è aniversari de l'anomenada "Movida madrilenya".